# Claus Boje
Claus Boje (né en 1958 et mort le 25 août 2023) est un producteur de cinéma allemand.

## Biographie
Claus Boje travaille à la fin des années 1980 pour une quinzaine de cinémas à Munich et à Berlin, notamment le Delphi Filmpalast avec ses partenaires Walter Jonigkeit et Georg Kloster. En 1989, il crée sa société de distribution, Delphi Filmverleih Gmbh. La même année, il fait la connaissance du réalisateur Detlev Buck avec qui il fonde en 1991 la société BojeBuck Produktion qui prend en charge les succès du réalisateur puis des réalisateurs espoir du cinéma allemand.
Il meurt le 25 août 2023.

## Filmographie
- 1991 : Karniggels
- 1993 : Tous les moyens sont bons (Wir können auch anders...) de Detlev Buck
- 1996 : Der Lober
- 1996 : Männerpension de Detlev Buck
- 1997 : Brute
- 1998 : Liebe deine Nächste!
- 1999 : Sonnenallee de Leander Haußmann
- 2000 : Conamara
- 2000 : LiebesLuder
- 2003 : Herr Lehmann de Leander Haußmann
- 2005 : NVA
- 2006 : Les Enragés (Knallhart) de Detlev Buck
- 2006 : Play Your Own Thing: A Story of Jazz in Europe
- 2007 : Hände weg von Mississippi
- 2008 : Robert Zimmermann wundert sich über die Liebe de Leander Haußmann
- 2009 : Same Same but Different de Detlev Buck
- 2011 : Jonas
- 2011 : Jeux de rôles  (Rubbeldiekatz) de Detlev Buck
- 2012 : Les Arpenteurs du monde (Die Vermessung der Welt) de Detlev Buck
- 2014 : Tous en selle avec Bibi et Tina
- 2014 : Bibi et Tina : Complètement ensorcelée ! (Bibi & Tina: Voll verhext!) de Detlev Buck
- 2016 : Bibi et Tina : Filles contre Garçon (Bibi & Tina: Mädchen gegen Jungss) de Detlev Buck